# Raphael Liesegang

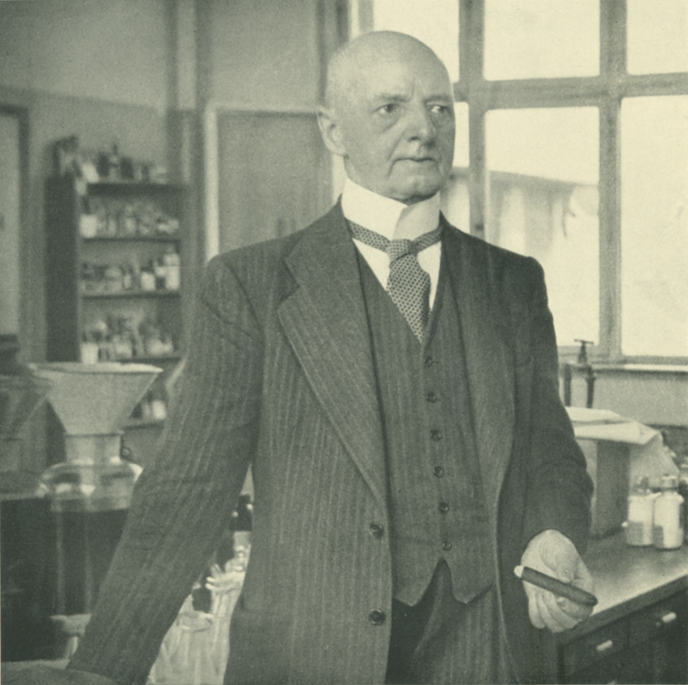
Raphael Liesegang

Raphael Eduard Liesegang (Pseudonyme: Ahriman, Raphael Ganga, Raphael Eduard Ganga, A. Helheim, Julius Raphaels, * 1. November 1869 in Elberfeld (heute Stadtteil von Wuppertal); † 13. November 1947 in Bad Homburg vor der Höhe) war ein deutscher Chemiker und Schriftsteller. Er arbeitete im Bereich der Kolloidchemie und gilt als Entdecker der Liesegangschen Ringe.

## Leben
Während seiner Schulzeit, in der er große Schwächen im Lesen und Schreiben aufwies und eine Klassenstufe wiederholen musste, war es Liesegangs Wunsch, Maler zu werden. Da sein Vater, der Photochemiker Paul Eduard Liesegang (1838–1896), jedoch strikt gegen diesen Berufswunsch war, gab der Sohn diesen bald auf.
In der Folge belegte er in Grönenbach einen Kurs über Fotografie und wechselte danach für ein Jahr zu Carl Remigius Fresenius nach Wiesbaden, wo er einen Kurs in analytischer Chemie belegte. In diesem Kurs wurde Liesegangs Interesse für Chemie geweckt und so begann er 1888 ein Chemiestudium in Freiburg im Breisgau. Trotz mangelnden Interesses für die Vorlesungen verfasste er in den Semesterferien wissenschaftliche Arbeiten über Lichtempfindliche organische Silbersalze im Photographischen Archiv (1888) und Beiträge zum Problem des electrischen Fernsehens (1891).

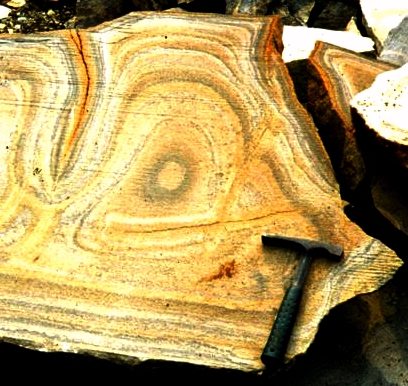
Liesegangsche Ringe in einem Sandstein

Ohne Abschluss, da er keine Vorlesungen besuchte und Prüfungen ablegte, begann er 1892 in der fotografischen Fabrik seines Vaters in Elberfeld zu arbeiten (Ed. Liesegang oHG). Hier entwickelte er 1892 das erste matte Zelloidinpapier und den Hydrochinonentwickler Aristogen. Er beschäftigte sich mit den Problemen der Fotografie und veröffentlichte etliche Arbeiten über seine Untersuchungen. So berichtete er 1896 über periodische Fällungserscheinungen in Gelen, die später von Wilhelm Ostwald Liesegangsche Ringe genannt wurden. Liesegangsche Ringe sind auch in der Natur zu finden (siehe Bild). Zum Phänomen der geologischen Diffusion veröffentlichte er 1913 ein Buch.
Als der Vater 1896 starb, übernahmen Raphael Liesegang und zwei seiner Brüder die Fabrik. Dabei stellte er als erstes die Handpräparation des Zelloidinpapieres auf Maschinenpräparation um, die sein Vater vorher immer abgelehnt hatte. Als die Farbenfabriken Friedrich Bayer & Co. in Leverkusen Interesse an der Photopapier- und Entwicklerabteilung zeigte, verkaufte er diesen Teil der Firma 1907, dem später ältesten Teil der Agfa. Die optische Abteilung wurde von seinen Brüdern in Düsseldorf weitergeführt, während Raphael Liesegang aus der Firma ausschied. Das Unternehmen musste im Jahr 2002 Insolvenz anmelden.
Im Jahr 1908 ging Liesegang ans Senckenberg-Museum in Frankfurt, wo es ihm am Neurologischen Institut gelang, die feinen Verästelungen der Neuronen im Gehirn sichtbar zu machen.
Auf Grund der Bekanntheit seiner wissenschaftlichen Arbeiten wurde er nach dem Ersten Weltkrieg Mitarbeiter am Kaiser-Wilhelm-Institut für Biophysik in Frankfurt am Main, 1937 übernahm er dort das Institut für Kolloidforschung. 1944 wurde das Institut nach Bad Homburg verlegt. Im Jahr 1940 wurde er zum Mitglied der Leopoldina gewählt.
Raphael Liesegang trat neben seiner Tätigkeit als Chemiker auch – teilweise unter Pseudonym – als Verfasser von Theaterstücken und philosophischen Abhandlungen hervor.
Als er sich eine Erkältung zugezogen hatte, verstarb er unerwartet – am Tag zuvor hatte er noch im Institut gearbeitet – am Abend des 13. Novembers 1947.

## Auszeichnungen
1929: Laura-R.-Leonard-Preis

## Sonstiges
Nach ihm wurde der Raphael-Eduard-Liesegang-Preis der Kolloid-Gesellschaft benannt.

## Schriften
- Probleme der Gegenwart, Düsseldorf
  - 1. Beiträge zum Problem des electrischen Fernsehens, 1891 2. Auflage, 1899
  - 2. Der Monismus und seine Konsequenzen, 1892
- Photochemische Studien, Düsseldorf
  - 1 (1894)
  - 2 (1895)
- Rhapsodie, Düsseldorf 1894
- Künstlerische Photographie, Düsseldorf 1895 (unter dem Namen Julius Raphaels)
- Anleitung zum Photographieren, Düsseldorf 1896 (unter dem Namen Julius Raphaels)
- Das bist du, Leipzig 1896
- Chemische Fernwirkung, Düsseldorf 1896
- Die Entwicklung der Aoscopir-Papiere, Düsseldorf 1897
- Chemische Reactionen in Gallerten, Düsseldorf 1898
- Photographische Chemie, Düsseldorf 1898
- Elektrolyse von Gallerten und ähnliche Untersuchungen, Düsseldorf 1899
- Photographie für Maler, Düsseldorf 1899 (unter dem Namen Julius Raphaels)
- Grîshma, Düsseldorf 1903
- Irdische und himmlische Liebe, Leipzig 1904
- Willensbefreiung, Leipzig 1905 (unter dem Namen Raphael Ganga)
- Jenseits vom Nur, Charlottenburg 1906 (unter dem Namen Raphael Ganga)
- Philosophie der Versöhnung, Charlottenburg 1906 (unter dem Namen Raphael Ganga)
- Dante, Leipzig 1907
- Messias, Leipzig 1907
- Über die Schichtungen bei Diffusionen, Düsseldorf 1907
- Alexander, Valkenburg 1908 (unter dem Namen Raphael Ganga)
- Provence, Leipzig 1908
- Beiträge zu einer Kolloidchemie des Lebens, Dresden 1909
- Stateira, Frankfurt am Main 1911
- Geologische Diffusionen, Dresden [u. a.] 1913
- Die Achate, Dresden [u. a.] 1915
- Der Stein der Toren (Theaterstück, um 1918)
- Simile Deo, Leipzig 1919
- Sintflut, Leipzig 1919
- Fibel der Religionsstifter, Frankfurt 1920 (unter dem Namen Raphael Ganga)
- Dramen, Frankfurt a. M. [u. a.] 1921
- Kolloidchemie 1914–1922, Dresden [u. a.] 1922
- Kolloide in der Technik, Dresden [u. a.] 1923
- Der photographische Prozeß, Frankfurt a. M. 1924
- Ton und Wasser, Coburg 1927
- Biologische Kolloidchemie, Dresden 1928
- Glas, Dresden 1928
- Metalle, Dresden 1929
- Formbildende Vorgänge bei der Entwässerung von Kieselsäurepräparaten, Coburg 1930
- Kolloidchemie des Glases, Dresden [u. a.] 1931
- Strahlentherapie in kolloidchemischer Betrachtung, Dresden [u. a.] 1934
- Kolloid-Fibel für Mediziner, Dresden [u. a.] 1936
- Kolloid-Lehre, Büdingen 1951

## Herausgeberschaft
- Kolloidchemische Technologie, Dresden 1927
- Medizinische Kolloidlehre, Dresden [u. a.] 1935 (herausgegeben zusammen  mit Leopold Lichtwitz und Karl Spiro)